# Немецкое среднегорье
Немецкое среднегорье, также Средненемецкая возвышенность или Среднегерманская возвышенность, (нем. Mittelgebirgsschwelle) — герцинская горная система в центральной и южной части Германии, занимающая наибольшую часть её территории.
Среднегорье является частью центральноевропейского комплекса старых горных массивов, обычно малонаселённых и покрытых лесами, в состав которых входят Семигорье, Таунус, Тюрингенский Лес и Гарц. Регион находится к северу от Альп и долины Дуная и к югу от Германской низменности.
В состав Немецкого среднегорья входят: Рейнские Сланцевые горы, Шварцвальд, Швабский Альб, Швабо-Франконский бассейн, Гессенская низменность, Гарц, Рён, Фихтель, Баварский Лес, Чешский Лес, Тюрингенский Лес и Франконский Лес.